# Schirlheide (Naturschutzgebiet)
Das Naturschutzgebiet Schirlheide liegt im Kreis Warendorf in Nordrhein-Westfalen. Das etwa 6,6 ha große Gebiet, das im Jahr 2011 unter Naturschutz gestellt wurde, erstreckt sich südöstlich des Kernortes Ostbevern. Benannt ist es nach dem gleichnamigen Wald- und Heidegebiet.
Die Unterschutzstellung erfolgt
- zur Erhaltung und Entwicklung von Heideflächen im Komplex mit Heideweihern
- zur Erhaltung, Entwicklung und Wiederherstellung eines einst regionaltypischen Kulturlandschaftsreliktes
- zur Erhaltung und Entwicklung heidetypischer Pflanzengesellschaften
- zum Schutz der vorhandenen Kleingewässer mit besonderer Bedeutung für Amphibien, Reptilien und Libellen
- aufgrund der Bedeutung der Schirlheide als wichtige Ader im Biotopverbund für Flora und Fauna sowie als Rückzugsraum für zahlreiche heide- und magerstandorttypische Tier- und Pflanzenarten
- wegen des Vorkommens schutzwürdiger Böden.

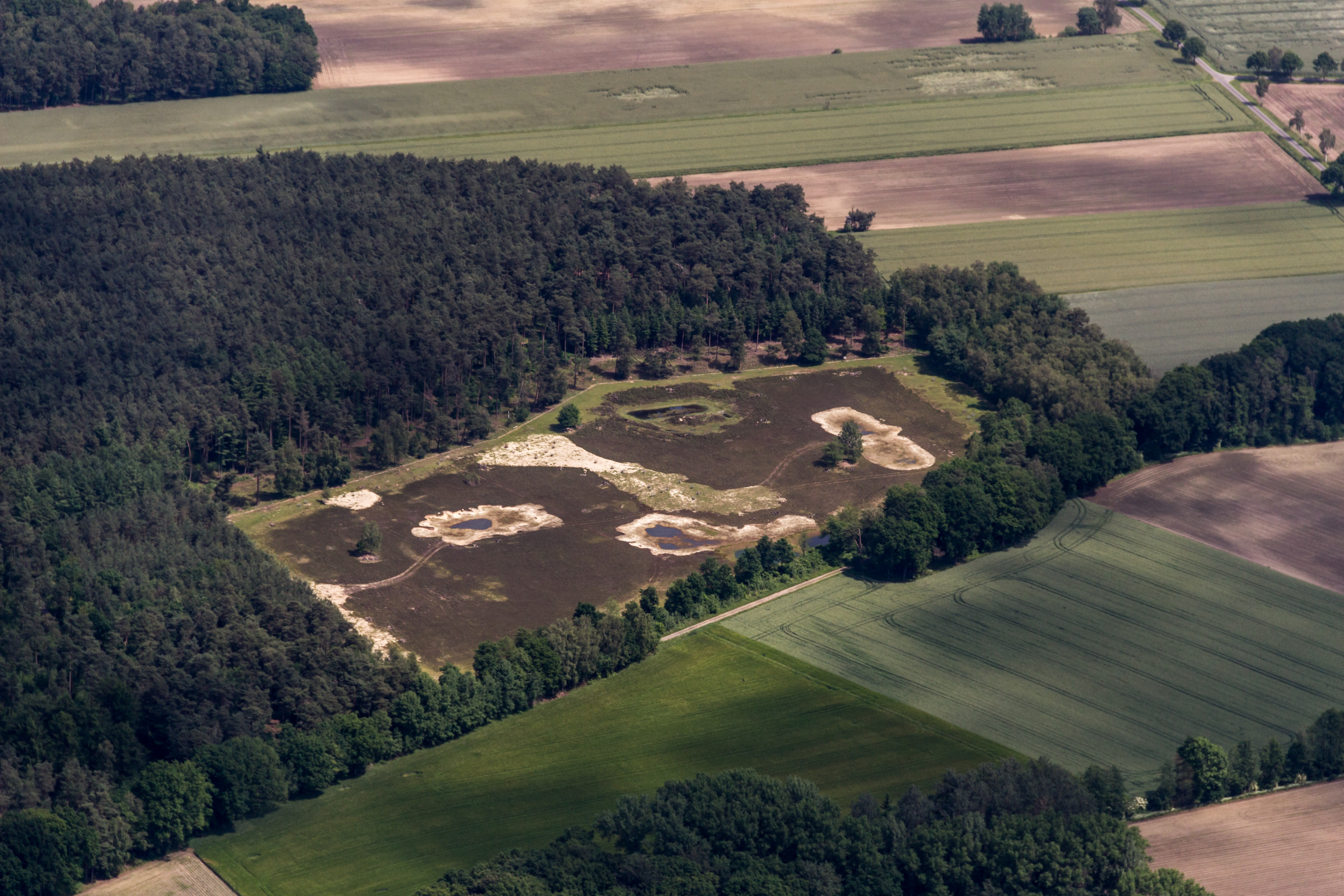
Luftaufnahme 2014